# الإجهاض في إسرائيل
يُسمح بالإجهاض في إسرائيل عندما تحدده لجنة الإنهاء، مع الموافقة على الغالبية العظمى من الحالات اعتبارًا من 2019. انخفض معدل الإجهاض في إسرائيل بشكل مطرد منذ عام 1988, وبالمقارنة مع بقية العالم، فإن معدلات الإجهاض في إسرائيل معتدلة. وفقًا لبيانات حكومية، في إسرائيل، انخفضت معدلات الإجهاض في عام 2016 بشكل مطرد إلى 9 لكل 1000 امرأة في سن الإنجاب، أي أقل من إنجلترا (16.2) والولايات المتحدة (13.2). يتم إجراء 99٪ من عمليات الإجهاض في الأشهر الثلاثة الأولى من الحمل. على الرغم من مزاعم السماح بالإجهاض في ظل ظروف محدودة، أشارت صحيفة هآرتس في عام 2019 إلى أن هذا ليس هو الحال وأن الإجهاض مسموح به دائمًا في إسرائيل.
كان الإجهاض في إسرائيل غير قانوني قبل عام 1977, ولكنه أصبح قانونيًا، بموجب موافقة لجنة الإنهاء، بموجب قانون العقوبات لعام 1978.
قبل عام 2014, تم منح الموافقة على الإجهاض في إسرائيل من قبل لجنة الإنهاء في ظل ظروف محدودة، مثل إذا كانت المرأة غير متزوجة، اعتبارات السن (إذا كانت المرأة أقل من 18 عامًا - السن القانوني للزواج في إسرائيل - أو أكثر من سن 40), كان الحمل ناتجًا عن ظروف غير قانونية (اغتصاب، اغتصاب قانوني، إلخ) أو علاقة سفاح محارم، عيوب خلقية، أو خطر على صحة أو حياة الأم. بعد عام 2014, يمكن توفير الإجهاض حتى سن 33 تحت سلة الصحة الممولة وطنيا.
وفقًا لتقرير المكتب المركزي الإسرائيلي للإحصاء لعام 2004, في عام 2003, تمت الموافقة على معظم طلبات الإجهاض، حيث تم إجراء 19500 عملية إجهاض قانونية ورفض 200 طلب إجهاض. جاءت أسباب الإنهاء كالتالي: كانت المرأة غير متزوجة (42٪), ظروف غير قانونية (11٪), مخاطر صحية للمرأة (حوالي 20٪), عمر المرأة (11٪), تشوهات خلقية لدى الجنين (حوالي 17٪). ٪). يمكن للنساء اللواتي لا يتأهلن للإجهاض بموجب النظام القانوني أن يطلبن الإجهاض في عيادة خاصة، على الرغم من أن الإجهاض في عيادة خاصة غير قانوني.
أفادت التقارير في عام 2012 أن حوالي نصف جميع حالات الإجهاض في إسرائيل تم إجراؤها في عيادات خاصة، أي بدون موافقة اللجنة. لا تواجه النساء اللاتي يخضعن لمثل هذا الإجهاض عقوبات جنائية، لكن الأطباء الذين يجرونها يواجهون غرامة، أو السجن لمدة تصل إلى خمس سنوات؛ ومع ذلك، لم تكن هناك ملاحقات قضائية معروفة لأطباء لإجراء عمليات إجهاض لم تتم الموافقة عليها من قبل اللجنة. يتم إجراء حوالي 20.000 عملية إجهاض في إسرائيل كل عام، مع بقاء الرقم ثابتًا، على الرغم من الزيادة الكبيرة في عدد السكان.

## الوضع القانوني
تحدد البنود 312-321 من قانون العقوبات لعام 1977 الظروف التي يكون فيها الإجهاض قانونيًا في إسرائيل. يجب أن تتم الموافقة على عمليات الإجهاض من قبل لجنة الإنهاء. لا يمكن إجراء عمليات الإجهاض إلا من قبل أطباء أمراض النساء المرخصين في منشآت طبية معترف بها بشكل خاص وعام كمقدم للإجهاض ومع ذلك، قام مجلس الوزراء الإسرائيلي بتحديث قانون 1977 في عام 2014 للسماح بالإجهاض عند الطلب لكل امرأة تقريبًا في البلاد تسعى للإجهاض.

### الظروف التي يتم بموجبها الموافقة على الإجهاض
بموجب قانون الإجهاض لعام 1977, يمكن للجنة الإنهاء الموافقة على الإجهاض، بموجب القسم الفرعي 316 أ، في الحالات التالية:
1. المرأة أصغر من سن الزواج القانوني في إسرائيل (وهو حاليًا 18 عامًا، تم رفعه من 17 في أبريل 2013),[12] أو أكبر من الأربعين. (تم تعديل هذا لاحقًا ليشمل أيضًا النساء دون سن العشرين.)[10]
2. تم الحمل في ظل ظروف غير قانونية (اغتصاب، اغتصاب قانوني، إلخ.), في علاقة سفاح القربى، أو خارج إطار الزواج.
3. قد يكون للجنين عيب خلقي جسدي أو عقلي.
4. استمرار الحمل قد يعرض حياة المرأة للخطر، أو يضر بها جسديًا أو عقليًا.

في السابق، في الحالات التي تكون فيها المرأة بين 20 و 33 عامًا، و / أو تم إجهاضها بسبب حمل الطفل في ظروف غير قانونية أو سفاح القربى، وكان الجنين يعاني من عيب جسدي أو عقلي خطير، وكانت الأم غير متزوجة، أو كانت صحة الأم في خطر، فإن الدولة تدفع مقابل الإجهاض. ومع ذلك، تم تعديل القانون في عام 2014 للسماح بـ «سلة صحية» مجانية تمولها الدولة لأي امرأة تسعى للإجهاض. يحق للنساء اللواتي يحملن أثناء الخدمة في الجيش الإسرائيلي الحصول على إجهاض مجاني بتمويل من الدولة.
من الناحية العملية، يتم الموافقة على معظم طلبات الإجهاض المؤهلة لما سبق، ويظهر التساهل بشكل خاص في إطار بند الضرر العاطفي أو النفسي للمرأة الحامل. توافق اللجان على 98٪ من الطلبات.

### هيكلية اللجنة
هناك 41 لجنة إنهاء عاملة في المستشفيات العامة أو الخاصة في جميع أنحاء إسرائيل. وتتكون هذه اللجان من ثلاثة أعضاء، اثنان منهم طبيبان مرخصان وعامل اجتماعي. من بين الطبيبين، يجب أن يكون أحدهما متخصصًا في أمراض النساء والتوليد، والآخر إما OB / GYN أو الطب الباطني أو الطب النفسي أو طب الأسرة أو الصحة العامة. يجب أن يكون عضو واحد على الأقل امرأة. ست لجان منفصلة تنظر في طلبات الإجهاض عندما يتجاوز عمر الجنين 24 أسبوعًا.

## جدل حول الإجهاض في إسرائيل
هناك جدل حول الإجهاض في إسرائيل، على الرغم من تهميشه من خلال القضايا الأكثر شهرة والمثيرة للجدل. الجدل حول أخلاقيات الإجهاض هو سابقة للجدل حول فصل الدين عن الدولة في سياق إسرائيل كدولة يهودية وديمقراطية.
المنظمات اليهودية الأرثوذكسية، بما في ذلك الأحزاب السياسية، تعارض بشدة الإجهاض لأن معظم تفسيرات القانون اليهودي تعتبر الإجهاض محظورًا في معظم الحالات (مع بعض الاستثناءات). الأحزاب السياسية التي تدافع عن هذا الرأي تشمل شاس، وهو حزب سفارديم حريدي. يهدوت هتوراة، حزب أشكنازي حريدي؛ وهابايت هايهود (البيت اليهودي), حزب صهيوني ديني. وجدت دراسة نُشرت في عام 2001 أن معارضة الإجهاض بين الإسرائيليين كانت مرتبطة بمعتقدات دينية قوية - خاصة المعتقدات اليهودية الأرثوذكسية - دخل أقل من المتوسط، وحجم عائلي أكبر، والتوافق مع السياسة اليمينية.
يجادل حزب ميرتس اليساري لصالح الإجهاض القانوني لأسباب تتعلق بالحرية الشخصية. في عام 2006, اقترحت عضو الكنيست زهافا غل أون من ميرتس مشروع قانون من شأنه إلغاء لجان الإنهاء، وإلغاء تجريم الإجهاض غير المقيد بشكل فعال. جادل غال أون بأن النساء ذوات الإمكانيات المالية يمكن أن يجهضن في العيادات الخاصة، متجاوزين اللجنة وبالتالي يكتسبن حقوقًا بناءً على ثروتهن. تم رفض الفاتورة بهامش كبير.
عندما تمت كتابة القسم ذي الصلة من قانون العقوبات في الأصل، احتوى على «بند اجتماعي» يسمح للنساء بالسعي إلى الإجهاض لأسباب اجتماعية، مثل الضائقة الاقتصادية. تم سحب البند في عام 1980 بمبادرة من الأحزاب اليهودية الأرثوذكسية (انظر شاس، يهدوت هتوراة، والحزب الديني القومي).
هذا البند لا يزال قيد المناقشة في إسرائيل. في عام 2004, قدم عضو الكنيست ريشيف تشين من شينوي ملحقًا لإعادة البند، بحجة أنه في ظل الظروف الحالية، يجب على النساء اللائي يعانين من مشاكل مالية الكذب على لجنة الإنهاء للحصول على الموافقة بموجب بند الضرر النفسي أو النفسي، وأنه «لا يوجد بلد متقدم يُلزم أن يكذب مواطنوها من أجل الحفاظ على القيم الدينية والشوفينية الراعية البالية». أيدت المنظمات النسائية مثل نعمات الاقتراح.
تناقش المنظمات النسائية مثل نعمات وشدولات هناشم (لوبي نسائي) لصالح الأسباب النسوية المؤيدة لحق الاختيار، مثل الحقوق الإنجابية.
إفرات هي منظمة دينية تضغط ضد الإجهاض، فضلاً عن تقديم الدعم المالي للنساء اللواتي يفكرن في الإجهاض لأسباب اقتصادية. وتشمل حملة افرات وملصقات تحمل شعار «لا إحباط لي» (بالعبرية: אל תפילו אותי‏). بعد حاييم هي جمعية مسيحية غير ربحية مناهضة للإجهاض. منظمة أخرى تقدم الدعم المالي والمشورة للنساء اللواتي - والتي تُعرف بالعبرية باسم Nefesh Achat B'Yisrael.